# Funisciurus substriatus
Funisciurus substriatus is een zoogdier uit de familie van de eekhoorns (Sciuridae). De wetenschappelijke naam van de soort werd voor het eerst geldig gepubliceerd door De Winton in 1899.